# Tours de Levallois
Die Tours de Levallois sind ein gescheitertes Immobilienprojekt in Levallois, einem Vorort von Paris. Die zwei geplanten Bürotürme hätten 164 Meter hoch werden und auf 38 Stockwerken 80.000 m² Bürofläche bieten sollen. Neben eigenem Luxushotel, Restaurant, Schwimmbad, Wellness-Center war ebenfalls eine Parkgarage für mehr als 1500 Fahrzeuge geplant.
2007 scheiterte eine erste Umsetzung des Vorhabens durch das spanische Bauunternehmen Fadesa Inmobiliaria.
Als neuer Investor für die auf über eine Milliarde Euro bezifferten Baukosten wurde im Sommer 2008 der saudisch-österreichische Unternehmer Mohamed Bin Issa Al Jaber präsentiert. Das Projekt hätte nun bis Ende 2012 fertiggestellt werden sollen, die Arbeiten wurden aber nach ausbleibenden Zahlungen eingestellt. Der Semarelp Gruppe wurden im folgenden Rechtsstreit 20 Millionen Euro Schadensersatz zugesprochen.
Im Frühjahr 2011 wurden für das gescheiterte Projekt neuerlich Investoren gesucht.
Nach wachsenden Protesten der Einwohner wurde das Projekt im Sommer 2011 durch die Behörden endgültig eingestellt.
Die Tours de Levallois waren nicht das einzige gescheiterte Bauprojekt von Mohamed Bin Issa Al Jaber. Ein anderes Projekt, das von ihm unterstützt wurde, war der Bau des 101-stöckigen Princess Tower in Dubai, der ebenfalls in Schwierigkeiten geriet. Das Scheitern von Projekten wie den Tours de Levallois und dem Princess Tower wurde teilweise auf die globale Finanzkrise zurückgeführt, die sich auch auf die Immobilienbranche auswirkte.
Die Stadt Levallois hat sich nach dem Scheitern des Projekts auf die Neugestaltung des Gebiets konzentriert. Der Standort, an dem die Bürotürme geplant waren, befindet sich jetzt in der Nähe eines Parks und eines Einkaufszentrums. Es wurde auch eine neue Straße gebaut, um den Verkehr in der Gegend zu verbessern. Obwohl das Projekt nie realisiert wurde, hat es dennoch Auswirkungen auf die Stadtplanung und die Architektur von Levallois gehabt.